# 沿ドニエストル鉄道

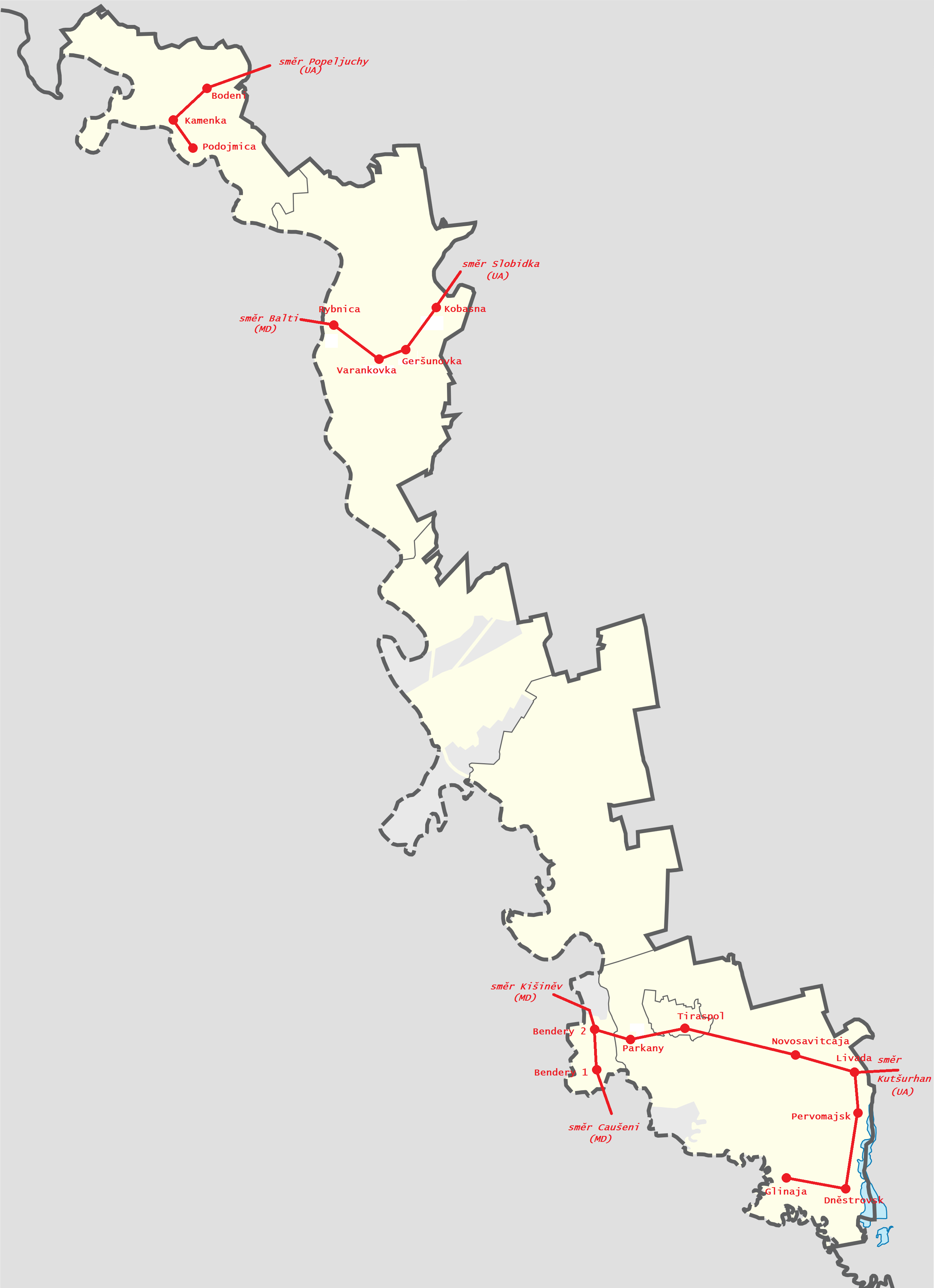
沿ドニエストル鉄道路線図

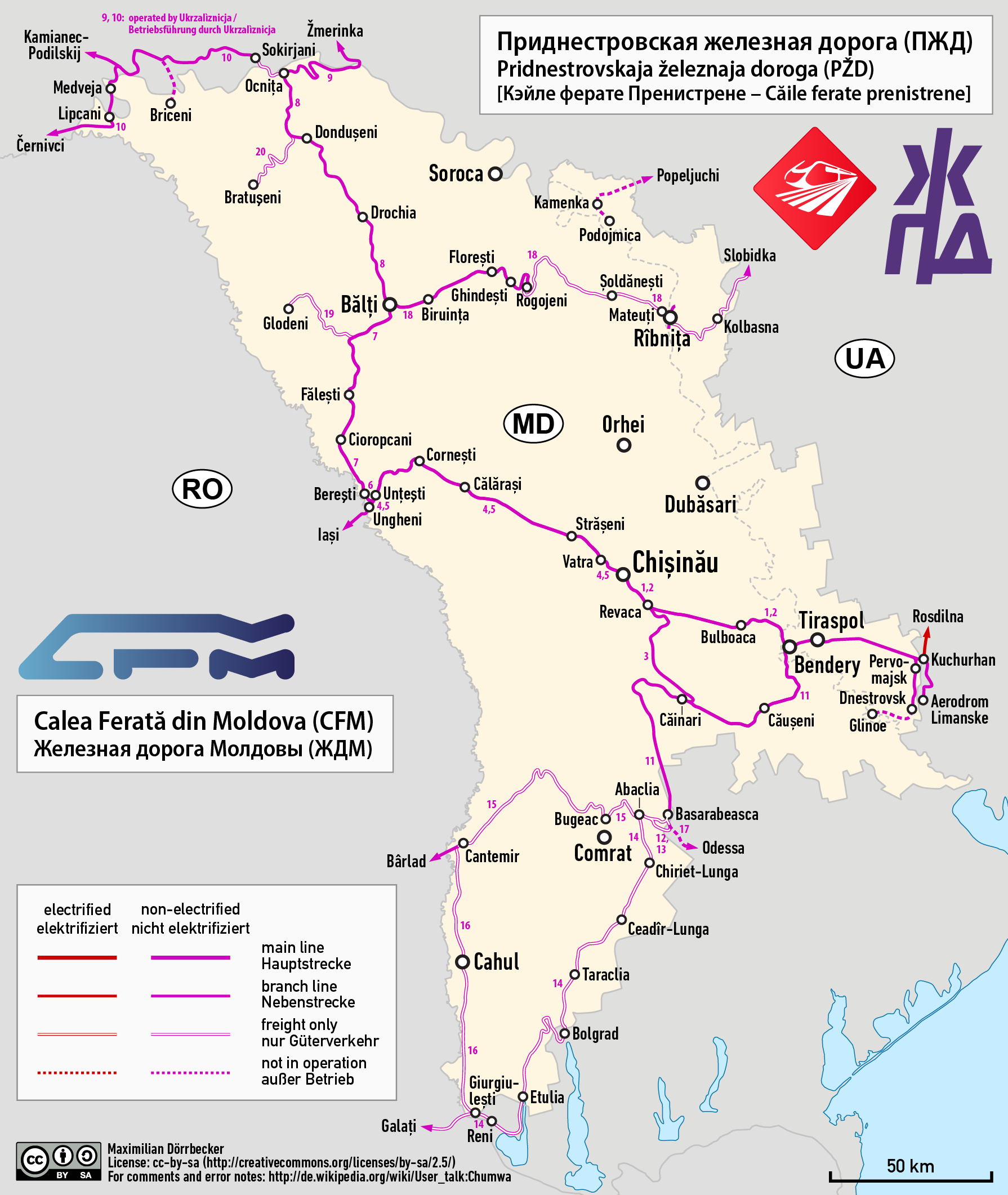
モルドバおよび沿ドニエストル共和国の鉄道路線図

沿ドニエストル鉄道（ロシア語: Приднестровская железная дорога、モルドバ語: Калеа фератэ Нистрянэ、ウクライナ語: Придністровська залізниця）は沿ドニエストル共和国国有の鉄道会社である。

## 概要
2004年8月にモルドバ国鉄のうち沿ドニエストル共和国内の全資産が移管されて設立された国営の鉄道会社である。

## 歴史
1867年にクチュルガンとティラスポリを結ぶ路線が開業したのが始まりである。1871年にティラスポリとキシナウ を結ぶ路線が、1877年11月にはベンデル - ガラツィ間の路線が開業した。
第二次世界大戦により一時期はドイツ軍に占領されたことから標準軌（1,435mm）に改軌されたことがある。戦災で壊滅的な被害を受けたが、1946年から1950年にかけての第4次五カ年計画において復旧および近代化が行われた。
1953年から1979年にかけてはオデッサ鉄道局に組み込まれ、オデッサ・キシナウ鉄道と呼ばれていた。1991年初頭にロッジルナ - クチュルガン - ティラスポリ - ベンデル間の電化工事が開始されたが、ソ連崩壊後のトランスニストリア戦争により中断された。